# Октябрьское (сельское поселение, Завьяловский район)
Октябрьское — упразднённое муниципальное образование со статусом сельского поселения в составе Завьяловского района Удмуртии.
Административный центр — село Октябрьский.
Образовано в 2005 году в результате реформы местного самоуправления.
25 июня 2021 года упразднено в связи с преобразованием муниципального района в муниципальный округ.

## Географические данные
Находится в центральной части района, граничит:
- на севере и востоке с Первомайским сельским поселением
- на юге с Завьяловским сельским поселением
- на западе с территорией, подчинённой мэрии Ижевска

По территории поселения протекает река Чемошурка.

## История
Октябрьский сельсовет был образован указом Президиума ВС УАССР от 7 февраля 1991 года. В 1994 он преобразуется в Октябрьскую сельскую администрацию, а в 2005 в Муниципальное образование «Октябрьское» (сельское поселение).

## Население
| 2010  | 2012  | 2013  | 2014  | 2015  | 2016  | 2017  |
| ----- | ----- | ----- | ----- | ----- | ----- | ----- |
| 3562  | ↘3548 | ↘3487 | ↘3418 | ↗4167 | ↗4984 | ↗5449 |
| 2018  | 2019  | 2020  | 2021  |       |       |       |
| ↗5657 | ↗5795 | ↘5793 | ↗7354 |       |       |       |

## Населенные пункты
| Название    | Тип населённого пункта       | Население 2014 год | Почтовый индекс | ОКАТО          |
| ----------- | ---------------------------- | ------------------ | --------------- | -------------- |
| Октябрьский | Село, административный центр | ↗7021              | 427006          | 94 216 832 001 |
| Чемошур     | Деревня                      | ↗124               | 427006          | 94 216 832 002 |
| Дома 45 км  | Починок                      | ↘17                | 427006          | 94 216 832 003 |

На территории сельского поселения находятся садоводческие некоммерческие товарищества Красная Горка, Красная Горка-2, Заря и гаражно-строительные кооперативы Юбилейный, Ярушки, Метеор, Чемошур.

## Экономика
- ГУСП «Ижевская птицефабрика»
- ЗАО «Ижавтогаз»
- Площадь сельхозугодий: 2,6 км²

## Объекты социальной сферы
- МОУ «Октябрьская средняя общеобразовательная школа»
- Детский сад
- 2 учреждения здравоохранения
- МУЧ "Культурный комплекс «Октябрьский»
- Клуб